# Alpha Code
Alpha Code je koprodukční americko-český sci-fi romantický filmový thriller. Snímek byl natáčen mimo jiné v Atom Muzeu ve vojenském újezdu v Brdech a v Praze. Snímek vstoupil do internetové distribuce 14. června 2022. V hlavních rolích hrají Denise Richards, Randy Couture, Bren Foster.

## Obsazení
| Bren Foster        | Martin Fell      |
| Denise Richards    | Johana           |
| Randy Couture      | agent Ray Bowie  |
| Marek Vašut        | Lance Ivanov     |
| Vojtěch Dyk        | Andrej           |
| Jordan Haj         | Robert           |
| Sabina Rojková     | Teri             |
| Simona Lewandowská | Flora            |
| Miroslav Šimůnek   | David            |
| Petra Bučková      | zdravotní sestra |
| Pavel Bezděk       | Jacek            |